# Навал (Библия)
Навал (ивр. נבל‎ — злодей) — персонаж Первой книги Царств, кармилитянин из Маона, человек очень богатый, имевший много стад на горе Кармил, но грубый, своенравный и неблагодарный.

## Библейское повествование
Навал имел обширные владения на горе Кармил, на которых паслись громадные стада его овец под надзором его пастухов. Во время своего пребывания в пустыне Давид послал десять отроков к Навалу, который в то время был при обычной ежегодной стрижке овец, с усердной просьбой прислать ему продовольствие, и в то же время через отроков напомнил ему о защите, которую получали от него пастухи Навала на Кармиле. Навал грубо отказал в даче продовольствия, а также оскорбил при этом Давида, назвав его рабом, бегающим от своего господина (1Цар. 25:9).
Давид, получив этот оскорбительный ответ, решился немедленно отомстить Навалу, и с этой целью, вооружив около 400 человек, отправился к шатрам Навала. Но на пути он был встречен Авигеей, которая была предупреждена пастухами о намерении Давида и поэтому вышла навстречу ему с дарами, чтобы смягчить его гнев и предотвратить кровопролитие. Её ходатайство было так успешно, что Давид отказался от мщения, и кроме того, по смерти Навала, предложил Авигее быть его женой, на что она с полной покорностью немедленно выразила своё согласие. Умер Навал через 10 дней после похода Давида, что в Библии рассматривается как кара Божья (1Цар. 25:38).